# Theologische Fakultät der Universität Ankara
Die Theologische Fakultät der Universität Ankara (türkisch Ankara Üniversitesi İlahiyat Fakültesi, englisch Faculty of Divinity at Ankara University) ist eine islamisch-theologische Fakultät an der Universität Ankara in der türkischen Hauptstadt, die bis heute in der Türkei eine Führungsrolle einnimmt (siehe auch Ankaraner Schule).

## Geschichte
Die Theologische Fakultät der Universität Ankara wurde 1949 gegründet. Ihre Gründung erfolgte unter dem „Nationalen Chef“ Ismet Inönü im Rahmen der Wiederherstellung des islamischen höheren Bildungswesens durch die CHP-Regierung der Türkei – noch vor den gewonnenen Wahlen durch die Demokratische Partei 1950. Die Schließung der Theologischen Fakultät der Universität Istanbul (die frühere Süleymaniye-Medrese) im Jahr 1933 unter dem Staatsgründer Mustafa Kemal Atatürk hatte die Türkei ohne eine höhere islamische Bildungseinrichtung hinterlassen.
Die gesellschaftlichen Umstände, die zur Gründung der Theologischen Fakultät führten, werden von der Sozialwissenschaftlerin Friederike Braun wie folgt beschrieben:

„Nach der Wendung zu einem Mehrparteiensystem im Jahr 1946 machten die Parteien Zugeständnisse an die islamische Lobby, um ihre Wahlchancen zu erhöhen. So wurde 1949 der Religionsunterricht an Schulen wieder eingeführt und eine Theologische Fakultät an der Universität Ankara eingerichtet; im Jahr 1951 wurden religiöse Schulen (Imam-Hatip-Schulen) gegründet.“

Nach dem Vorbild der Ankaraner Fakultät wurde eine weitere Theologische Fakultät 1974 an der Atatürk-Universität in Erzurum eingerichtet, und in den Folgejahren verschiedene weitere solcher Fakultäten in der Türkei gegründet.
In neuerer Zeit öffnete die Fakultät in einem neuen Studienprogramm „Muslim Theology and Religious Studies“ auf Englisch ihre Tore für internationale Studenten.

## Ankaraner Schule
Aus der Theologischen Fakultät ging eine unter dem Namen Schule von Ankara bzw. Ankaraner Schule bekannte Theologenschule bzw. Denkrichtung hervor. Der Jesuit und Kenner des türkischen Islams Felix Körner charakterisiert diese 2006 folgendermaßen:

„Aber es hat sich im Laufe des vergangenen Jahrzehnts eine Denkrichtung innerhalb der Fakultät herausgebildet, die eine gewisse Gemeinsamkeit im Denken erkennen lässt: hohes Niveau, steile Thesen, mutige Aufnahme neuer, auch westlicher, Ansätze, ein islamischer Modernismus. Die jungen Theologen, die dies vertreten, nennen sich selbstbewusst „Ankaraner Schule“. Sie sind mit drei Buchreihen und der Fachzeitschrift islâmiyât in der türkischen Öffentlichkeit vertreten.“

Ein bedeutender Vertreter dieser Schule ist der Koranexeget Mehmet Paçacı, der seit 2014 Botschafter der Türkei im Vatikan ist.

## Departments
Die Fakultät ist in folgende Departments untergliedert:
- Department of Philosophy and Religious Sciences / Seminar für Philosophie und Religionswissenschaften
  - History of Philosophy
  - Philosophy of Islam
  - Philosophy of Religion
  - Logic
  - History of Religions
  - Sociology of Religion
  - Psychology of Religion
  - Religious Education

- Department of Islamic History and Arts / Seminar für Islamische Geschichte und Künste
  - Turkish-Islamic Literature
  - History of Islam
  - History of Turkish and Islamic Arts
  - Turkish Religious Music

- Department of Basic Islamic Sciences / Seminar für Grundlegende Islamstudien
  - Arabic Language and Rhetoric
  - Hadith
  - Islamic Law
  - Islamic Theology
  - Islamic Sects
  - Sufism
  - Canon Law

- Department of World’s Religions / Seminar für Weltreligionen
  - Christianity
  - Indian and Far East Religions
  - Judaism

- Department of Common Religious Teaching and Its Practice / Seminar für Allgemeinen Religionsunterricht und seine Praxis
  - Guidance in Religion Services and  Public Relations
  - Religious Oratory
  - Special Methods in Religious Education
  - Management and Supervision in  Religion Services